# Euchromadora eileenae
Euchromadora eileenae is een rondwormensoort uit de familie van de Chromadoridae. De wetenschappelijke naam van de soort is voor het eerst geldig gepubliceerd in 1969 door Inglis.